# Flaco Jiménez
Flaco Jiménez   (San Antonio, 11 de març de 1939 - San Antonio, 31 de juliol de 2025) va ser un cantant, compositor i acordionista estatunidenc d'ascendència mexicana. És conegut per tocar música d'estils norteña i texana. Va ser intèrpret solista i músic de sessió, a més de component dels grups Texas Tornados i Los Super Seven. Al llarg de la seva dilatada carrera va rebre nombrosos premis com, per exemple, el Grammy a la carrera artística.

## Trajectòria
Provenia d'una família de músics com ara el seu pare Santiago Jiménez Sr. i el seu avi Patricio Jiménez. Flaco Jiménez va començar a actuar als set anys amb el seu pare i a gravar als quinze anys com a membre de Los Caporales. El primer instrument de Jiménez va ser el bajo sexto, però més endavant va adoptar l'acordió després de ser influenciat pel músic zydeco Clifton Chenier.

Jiménez va traslladar-se a la ciutat de Nova York i va treballar amb Dr. John, David Lindley, Peter Rowan, Ry Cooder i Bob Dylan. Va aparèixer a l'àlbum de world music de Cooder, Chicken Skin Music, i va ser músic convidat a l'àlbum Voodoo Lounge de The Rolling Stones. També va actuar el 13 de novembre de 1976 al programa Saturday Night Live.

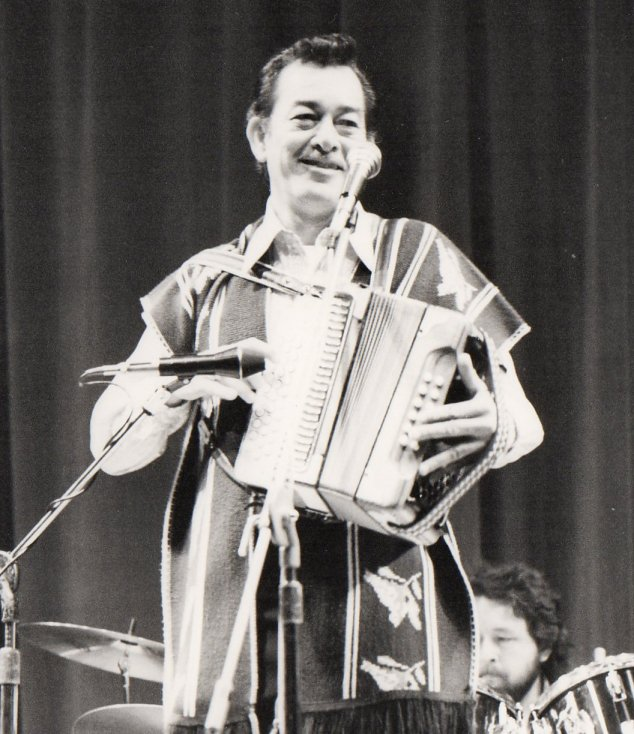
Jiménez el 1985

El 1988 va participar en la cançó Streets of Bakersfield de Dwight Yoakam i Buck Owens. La cançó va assolir el número 1 a la llista Hot Country Songs el 1988. Jiménez va guanyar el seu primer premi Grammy l'any 1986 per l'àlbum Ay te dejo en San Antonio, la cançó principal del qual va ser composta pel seu pare. El seu tercer Grammy va ser per a una altra cançó escrita pel seu pare, «Soy de San Luis», gravada pel grup de fusió texana Texas Tornados amb Augie Meyers, Doug Sahm i Freddy Fender.
Jiménez va ser un dels artistes destacats al documental Chulas Fronteras de 1976, dirigit per Les Blank. També va aparèixer com a membre de la banda a la pel·lícula Trossets picants de l'any 2000, amb Woody Allen i Sharon Stone, així com a la banda sonora de la pel·lícula. La seva música ha estat inclosa en pel·lícules com Y tu mamá también, El infierno i Striptease.
L'empresa Hohner va col·laborar amb Jiménez per a crear la sèrie d'acordions Flaco Jimenez Signature. Jiménez i la seva esposa van ser propietaris d'una furgoteca a la zona de San Antonio, anomenada Tacos Jimenez.